# Policarp de Smirna
Policarp (n. 69 d.Hr., İzmir, İzmir, Turcia – d. 23 februarie 155 d.Hr., İzmir, İzmir, Turcia) a fost episcop în Asia Mică, martir și sfânt. Relatarea Martiriul Sfântului Policarp s-a bucurat de mare popularitate începând cu secolul al II-lea. Scrierea s-a păstrat până în prezent.

## Viața
Policarp a fost ucenic al apostolilor. Conform lui Irineu de Lyon, Policarp de Smirna a fost instruit de apostolul Ioan în timpul domniei lui Traian și apoi hirotonit episcop al Smirnei. 
A mers la Roma ca reprezentant al bisericilor din provincia Asia pentru a discuta cu Papa Anicet chestiunea stabilirii datei Paștilor. În Asia Mică existau grupări ale quartodecimanilor, care sărbătoreau Paștile în data de 14 aprilie (quartadecima), indiferent în ce zi a săptămânii cădea ziua respectivă. Conform lui Irineu de Lyon, papa nu l-a putut convinge pe Policarp să sărbătorească Paștile întotdeauna într-o zi de duminică. Această practică diferită nu a dus la ruperea comuniunii dintre creștinii de la Roma și cei din Asia Mică.
Pentru vina de a fi creștin, a fost judecat și condamnat la moarte de proconsulul Lucius Statius Quadratus⁠(en)[traduceți].

## Scrisorile episcopului Policarp

### Ediții de referință
- Th. Zahn in: O. v. Gebhardt/A. Harnack/Th. Zahn (Hrsg.), Patrum apostolicorum opera I, Leipzig 1876 (și în ediție latină),
- J. B. Lightfoot, The Apostolic Fathers II, 3, London 1890, reprint Peabody, Mass. 1989, 321-350;
- K. Lake, Apostolic Fathers I, LCL, London/Cambridge, Mass. 1912 u.o., 279-301;
- F. X. Funk/K. Bihlmeyer, Apostolische Väter, Sammlung ausgewählter kirchen- und dogmengeschichtlicher Quellenschriften II, 1, Tübingen 21956 = 31970, 114-120;
- P. Th. Camelot, Ignace d'Antioch, Polycarpe de Smyrne, Lettres. Martyre de Polycarpe, SC 10, Paris 1951. 41969, 176-192;
- J. A. Fischer, Die apostolischen Väter, ediție bilingvă (greco-germană), München 1956;
- Hans Urs von Balthasar, Die apostolischen Väter, Einsiedeln 1984 (doar trad.);
- A. Lindemann, H. Paulsen, Die Apostolischen Väter, ediție bilingvă (greco-germană), Tübingen 1992.

## Varia
Un călugăr român care a primit numele de călugărie Policarp a fost Policarp Morușca (1883-1958), devenit în perioada interbelică episcop al românilor ortodocși din SUA, cu sediul la Detroit. 
Al 80-lea superior general al cistercienilor a fost starețul Polikárp Zakar (1930-2012), originar din Voivodina.